# مارتا موريرا
مارتا موريرا (بالبرتغالية: Marta Moreira‏) هي منافسة ألعاب القوى برتغالية، ولدت في 29 نوفمبر 1966 في ريو تينتو في البرتغال.

## وصلات خارجية
- مارتا موريرا على موقع الاتحاد الدولي لألعاب القوى (الإنجليزية)
- مارتا موريرا على موقع الاتحاد الأوروبي لألعاب القوى (الإنجليزية)
- مارتا موريرا على موقع أوليمبيديا (الإنجليزية)